# Криминальный шеф
«Кримина́льный шеф» (англ. What You Wish For, «Что Вы пожелаете») — американский триллер 2023 года, снятый режиссёром Николасом Томнеем по собственному сценарию.
Премьера фильма состоялась на Международном кинофестивале «Фантазия» в 2023 году, позже он был показан на других фестивалях, включая FrightFest, Fantastic Fest и Scream Fest. В январе 2024 года компания Magnet Releasing приобрела права на распространение фильма в США. Премьера в России состоялась 9 января 2025 года.

## Сюжет
Повар Райан прилетает в Латинскую Америку к своему давнему приятелю по кулинарной школе Джеку, с которым они не виделись много лет. При этом Райан должен кому-то крупную сумму денег и получает угрожающие сообщения. Джек же, как неожиданно обнаруживает Райан, сумел устроиться на высокооплачиваемую, хотя таинственную работу: он работает на некое Агентство и переезжает из страны в страну, готовя особые блюда для элитных гостей. Через несколько дней на вилле, где сейчас живёт Джек, должен пройти очередной ужин, организованный Агентством. На следующий день друзья знакомятся в городе с женщиной по имени Элис и приглашают её на виллу, где устраивают соревнование в том, кто лучше приготовит ризотто. Элис объявляет победителем Райана, хотя затем проводит ночь с Джеком. На следующий день Джек весь день отсутствует, в Райан исследует его ноутбук и видит, что на банковском счёте Джека находится огромная сумма. При этом самому Райану приходит очередное сообщение, в котором говорится, что его мать ожидает расправа, если он не вернёт долг. Вечером Райан замечает, что Джек чем-то подавлен и не хочет рассказывать о работе. Утром Райан обнаруживает Джека повесившимся во дворике.
Райан пытается решить свои финансовые проблемы, выдав себя за Джека. Он звонит в банк и делает вид, что потерял логин и пароль, а также изменил адрес электронной почты. Ему предлагают лично прийти в банк с каким-либо удостоверением, и Райан заказывает через китайский сайт поддельное водительское удостоверение, заменяя фото Джека на своё. Вернувшись из города на виллу, Райн обнаруживает представителей Агентства: свою начальницу Имоджен и её помощника Мориса. Имоджен принимает Райана за Джека и просит его приготовить эксклюзивный званый ужин, удивляясь, что он не подготовил всё необходимое заранее. Райан узнаёт, что Агентство щедро платит повару, и убеждает Имоджен заплатить часть суммы авансом. Эти средства он использует, чтобы погасить долг и защитить свою мать. Теперь Райану надо срочно подготовить всё для ужина, который состоится уже завтра. Из намёков Имоджен он понимает, что особенность блюд Агентства состоит в том, что они готовятся из человеческой плоти. Имоджен объясняет Райану, что Агентство в среднем умерщвляет в год 75 человек, при этом зарабатывает большие деньги, так что смертность составляет у них меньше, чем например на промышленных предприятиях.
Утром Райан и Морис едут выбирать жертв, из которых будут приготовлен блюда. Им нужны два человека, и сначала они на машине едут за молодой девушкой, сопровождающей старушку, но затем теряют их. Морис просит местного молодого парня Хосе помочь с машиной и убивает его. К ним подходит полицейский в сопровождении той самой девушки и старушки, но Морис убеждает их, что он ищет подходящее место для строительства отеля. Райан и Морис привозят труп парня на виллу, где Райн готовит ужин из четырёх блюд, пока съезжаются пять гостей. Неожиданно появляется детектив Руис в сопровождении полицейского, который разговаривал с Морисом ранее. Они ищут Хосе, при этом Руис является его дядей. После разговора с Райаном и Морисом Руис хочет уйти, но один из гостей приглашает его остаться на обед, объясняя это Имоджен тем, что опасность от присутствия Руиса придаст присутствующим дополнительную остроту ощущений. Гости выдают себя за инвесторов, которые собираются участвовать в строительстве отеля. Позже появляется Элис, которая хочет увидеть Джека. Райан объясняет ей, что он замещает Джека, но у Элис появляются подозрения.
Когда Райан начинает делать сашими из языка Хосе, оказывается, что у того был герпес. Имоджен и Морис решают взять для десерта язык Элис. Райан незаметно вызывает Руиса в туалет, где признаётся в том, что произошло, и показывает ему кухню в подземном помещении с останками Хосе. Пока Руис ждёт, чтобы Райан принёс ему телефон, его наодит и убивает Морис. Гости расходятся, будучи в восторге от ужина. 
Утром Имоджен сообщает Райану, что его готовка понравилась гостям, и теперь у него будет много заказов. Имоджен также даёт Райану понять, что выйти из игры он может, только став ингридиентом для блюда. Райан вынужден лететь в Лондон, где согласно его новой легенде он теперь живёт. В аэропорту он заводит краткий диалог со случайным попутчиком. Становится понятно, что пока Райн смирился со своей новой участью.

## В ролях
| Актёр                | Роль          |
| -------------------- | ------------- |
| Ник Стал             | Райан         |
| Брайан Гро           | Джек          |
| Пенелопа Митчелл     | Элис          |
| Тэмсин Топольски     | Имоджен       |
| Хуан Карлос Мессье   | Морис         |
| Рэнди Васкес         | детектив Руис |
| Фелипе Солано        | Хосе          |
| Эриель Сьерра        | офицер        |
| Дэвид Томинага       | Акира         |
| Норма Нивия          | Фрэнки        |
| Мэгуми Хасэбэ        | Ли На         |
| Эван Сударский       | Элвин         |
| Грег Уинтер          | Барри         |
| Мария Фернанда Гомес | Мария         |
| Брайан Акуна         | Роберто       |
| Рафаэль Филиппон     | Бьорн         |

## Производство
Производством занимались продюсерская компания Evergreen Avenue, Кевин Чиной и Франческа Сильвестри из Freestyle Picture Company, а также Jaguar Bite, колумбийская продюсерская компания из Боготы.
В интервью для в мае 2024 года Томней сказал, что после фильма «Идеальный хозяин» он написал 12 различных оригинальных сценариев, но не смог получить финансирование, чтобы снять полнометражный фильм хотя бы по одному из них. Тогда он выбрал сценарий «Криминальный шеф», по которому можно было бы снять картину при небольшом бюджете. В том же интервью Томней заявил, что идея для сценария этого фильма пришла к нему после «неудачной встречи выпускников школы с парой друзей из Сиднея» в Лас-Вегасе. 
В качестве источников вдохновения для фильма режиссёр назвал роман Патрисии Хайсмит «Талантливый мистер Рипли», фильмы «Верёвка» Альфреда Хичкока и «Слуга» Джозефа Лоузи.
Съёмки картины начались в Колумбии, к югу от Боготы осенью 2021 года во время пандемии COVID-19, после того, как Томней и его жена нашли финансирование для реализации проекта и заручились поддержкой продюсеров Freestyle Picture.

## Критика
По данным агрегатора Rotten Tomatoes 81 % из 36 отзывов были положительными со средней оценкой 7,3 из 10. Metacritic присвоил фильму 66 из 100 по оценке 7 критиков.
Алекс Экслер оценил фильм на 6,8 баллов из 10, назвав его «очень неплохо закрученным триллером» и отметив, что «картина совершенно точно не для всех».